# Boží muka (Jezdkovice)
Boží muka stojí na katastrálním území obce Jezdkovice v okrese Opava. Netradiční boží muka byla zapsána v roce 1988 do Ústředního seznamu kulturních památek ČR.

## Popis
Severně nad obcí u polní cesty na Nový Dvůr stojí drobná sakrální památka Boží muka z roku 1853.

## Architektura
Boží muka jsou volně stojící zděnou hranolovou stavbou o výšce šest metrů na čtvercovém půdorysu 80×80 cm. Na patce s náběhem vytvarovaném z omítky je hranolový pilíř, v jeho horní třetině je kaplice v podobě kubického prstence s obdélnými nikami ve čtyřech stranách. V nikách jsou umístěny olejové malby na plechu o rozměrech 45×50 cm. Na obrázcích jsou svatý Cyril a Metoděj, svatý Václav, svatá Hedvika (s modelem kostela) a svatý Jiří na koni. Vrchol je krytý vyloženou břidlicovou deskou, na níž je osazen malý jednoduchý kovový křížek uprostřed nízkého tabulového nástavce.